# 周芸
周芸（1539年—？年），字用馨，號仰南，江西南昌府南昌縣人，湖廣承天府景陵縣民籍。明朝政治人物。

## 生平
八月二十七日生，行四，治《詩經》，由景陵縣學增廣生中式湖廣鄉試第五十七名舉人，年二十七歲中式嘉靖四十四年乙丑科會試第一百七十六名，第三甲第二百九十八名進士。吏部观政，隆慶元年（1567年）四月授桐城知县，四年八月选工科给事中，五年四月升兵科右，十一月升工科左，六年四月升福建参议，七月降建平县丞，万历元年（1573年）正月升大名知县，三年三月京察致仕。

## 家族
曾祖周天德；祖周萬玉；父周轙；嫡母陶氏；生母王氏。慈侍下，妻朱氏，兄周蓂；周蘩，俱庠生。